# Barbara Riedel
Barbara Riedel (* 1. Januar 1987 in Bad Soden am Taunus) ist eine deutsche Autorin. 2013 rief sie den Blog Barbaralicious ins Leben, über den Instagram-Account Barbaralicious berichtet sie über ihr Leben als digitale Nomadin.

## Leben
Riedel wurde 1987 als zweites von drei Kindern geboren. Sie wuchs vor allem in Kelkheim auf, zog allerdings relativ häufig innerhalb der Taunus-Region um. Nach dem Abitur studierte sie Romanistik, Lateinamerikanistik und Klassische Archäologie an der Goethe-Universität Frankfurt am Main. Danach macht sie noch einen Master in Konferenzdolmetschen und Fachübersetzen an der Gutenberg-Universität Mainz in Germersheim. Das zweite Studium schloss sie 2014 ab und ging direkt im Anschluss auf Weltreise. Danach lebte sie bis 2020 als sogenannte digitale Nomadin auf Reisen. Dabei prägte sie auch die Welt des digitalen Nomadentums und war sogar zum Thema „Zukunft der Arbeit“ in der Tagesschau.
2021 heiratete sie den ehemaligen Musiker der Band Cinema Bizarre Tobias Kohl, der ihren Nachnamen annahm. Gemeinsam leben sie aktuell in Bad Soden, verbringen jedoch die kalte Jahreszeit zumeist in Thailand.

## Wirken
Im September 2015 veröffentlichte Riedel ihr erstes Buch im Selbstverlag. Meine Weltreise – Ein Traum wird wahr ist ein autobiografisches Werk über ihre Weltreise, das sie auch auf mehreren Lesungen im Rhein-Main-Gebiet vorstellte. Es folgten zunächst mehrere Bücher im Selbstverlag. Sie schrieb vor allem Reise-Ratgeber wie Reisen fürs schmale Portemonnaie und Alleine unterwegs und City Guides für digitale Nomaden, die sie anfangs als E-Books herausbrachte und später auch als Print-Bücher.
2020 erhielt Riedel ihren ersten Buchvertrag mit einem deutschen Verlag. Sie schrieb den Spessart-Odenwald-Band aus der Reihe der Eskapaden des DuMont-Reiseverlags. Es folgten weitere Verträge mit dem DuMont Reiseverlag sowie mit Droste, Bruckmann und dem Societätsverlag.

## Werke

### Selfpublishing-Bücher (Auswahl)

#### Autobiografisches
- Meine Weltreise – Ein Traum wird wahr. Frankfurt 2015, ISBN 978-1-5173-6329-1.

#### Ratgeber
- Alleine unterwegs: Mehr Selbstbewusstsein, Selbstvertrauen und Freiheit durch Solo-Reisen. Frankfurt 2015, ISBN 978-1-973485-96-4.
- Reisen fürs schmale Portemonnaie. Frankfurt 2015, ISBN 979-8-38675238-5.
- Instagram fürs Business. Frankfurt 2023, ISBN 979-8-39805247-3.
- Dein ortsunabhängiger Arbeitsplatz. Frankfurt 2023, ISBN 979-8-86256717-5.
- Von null auf selbstständig 1. Frankfurt 2023, ISBN 979-8-85822445-7.
- Von null auf selbstständig 2. Frankfurt 2023, ISBN 979-8-86503843-6.
- Selfpublishing für Einsteiger. Frankfurt 2024, ISBN 979-8-87948051-1.

### Verlagsbücher
- 52 kleine und große Eskapaden im Spessart & Odenwald. DuMont Reiseverlag, Ostfildern 2021, ISBN 978-3-616-11019-6.
- Der Fränkische Rotwein Wanderweg. Conrad Stein Verlag, Welver 2022, ISBN 978-3-86686-687-4.
- 52 kleine und große Eskapaden in Oberfranken. DuMont Reiseverlag, Ostfildern 2023, ISBN 978-3-616-02810-1.
- Herzstücke im Rhein-Main-Gebiet. Bruckmann Verlag, München 2023, ISBN 978-3-7343-2553-3.
- Glücksorte auf Sizilien. Droste Verlag, Düsseldorf 2024, ISBN 978-3-7700-2459-9.
- Wanderzeit in der Eifel. DuMont Reiseverlag, Ostfildern 2024, ISBN 978-3-616-03267-2.
- 24 Stunden in Deutschland. Bruckmann Verlag, München 2024, ISBN 978-3-7343-3016-2.
- Einfach raus in und um Nürnberg. J. Berg Verlag, München 2025, ISBN 978-3-86246-998-7.
- Dein Solo-Abenteuer in Europa. Bruckmann Verlag, München 2025, ISBN 978-3-7343-3226-5.
- Los, ans Wasser im Rhein-Main-Gebiet, Thomas-Kettler-Verlag, Hamburg 2025, ISBN 978-3-9851312-1-1.
- Hessen für Verliebte, Societätsverlag. Frankfurt 2025, ISBN 978-3-9554246-4-0.
- Los, ans Wasser in Rhein-Neckar. Thomas-Kettler-Verlag, Hamburg 2025, ISBN tba.